# Вэлян, Адина-Иоана
Адина-Иоана Вэлян (рум. Adina-Ioana Vălean; род. 16 февраля 1968, Țintea, Прахова) — румынский государственный и политический деятель. С 2019 года занимает должность Европейского комиссара по транспорту под руководством председателя Европейской комиссии Урсулы фон дер Ляйен. С 2007 по 2019 год была депутатом Европейского парламента, где в 2019 году возглавляла Комитет Европейского парламента по промышленности, исследованиям и энергетике.

## Образование
Имеет степень магистра в области европейской интеграции и исследований безопасности, окончила аспирантуру в области управления национальной безопасностью и обороной, а также имеет степень бакалавра в области математики.

## Политическая карьера

### Карьера в национальной политике
Член Национальной либеральной партии (НЛП) и член Европейской народной партии, была избрана в Палату депутатов по списку политического союза «Справедливость и правда» от жудеца Кэлэраши (во время всеобщих выборов 2004 года).

### Член Европейского парламента (2007—2019)
Стала депутатом Европейского парламента 1 января 2007 года после вступления Румынии в Европейский союз. На протяжении всего времени работы в Европарламенте была в Комитета Европейского парламента по промышленности, исследованиям и энергетике, а в 2019 году стала председателем комитета. Во время работы в комитете была докладчиком Европарламента по программе Connecting Europe Facility и правилам роуминга Европейского союза.
С 2014 по 2017 год была одним из вице-председателей Европейского парламента под руководством Таяни, Антонио, отвечала за информационно-коммуникационные технологии. Также возглавляла Комитет Европарламента по окружающей среде, общественному здравоохранению и безопасности пищевых продуктов с 2017 по 2019 год и работала в Комитете Европарламента по петициям с 2009 по 2014 год.
Также входила в состав парламентских делегаций в странах Юго-Восточной Европы (2007—2009), Парламентской ассамблее Евронест (2009—2014) и Соединённых Штатах Америки (с 2014 года). Являлась членом Трансатлантического диалога законодателей, Европейского интернет-форума и Межгруппы Европейского парламента по долгосрочным инвестициям и реиндустриализации.

### Европейский комиссар по транспорту (2019 год — настоящее время)
В ноябре 2019 года правоцентристское правительство под руководством премьер-министра Румынии Людовика Орбана выдвинуло её и Зигфрида Мурешана в качестве кандидатов на должности европейских комиссаров от страны. Она была выбран на пост европейского комиссара по транспорту председателем Европейской комиссии Урсулой фон дер Ляйен.
В начале марта 2020 года Урсула фон дер Ляйен назначила её в специальную целевую группу Комиссии по координации мер реагирования Европейского союза на пандемию COVID-19.

## Личная жизнь
Замужем за Крином Антонеску, у пары один ребенок.